# Unhinged, Surviving Joburg
Pour plus de détails, voir Fiche technique et Distribution.
Unhinged, Surviving Joburg est un documentaire d’Adrian Loveland réalisé en 2010, sur une des villes les plus riches et dangereuses d’Afrique ville, dans le style connu comme « mocumentaire » (mockumentary = documentaire de dérision).

## Synopsis
Documentaire honnête, décalé et parfois frénétique sur Johannesbourg mettant en avant la plus grande ville d'Afrique du Sud et la porte d’entrée du reste du monde vers l’Afrique australe. Avec un récit rapide, de l'humour nerveux, des anecdotes triviales, des observations piquantes et une bande son très drôle, le film dévoile la vraie vie de cette ville méconnue, mythique et décriée.
Johannesbourg a souvent été dépeinte dans les médias internationaux comme un piège mortel, ou encore comme la ville 100 % business. Qu’en est-il en réalité ? Le film vise à donner au public un avant-goût de Johannesbourg, en utilisant la ville comme principal personnage.
Adrian Loveland, jeune entrepreneur né et grandi à Johannesbourg se met en scène lui-même, comme un guide, excentrique et décalé.

## Fiche technique
- Titre : Unhinged, Surviving Joburg
- Réalisateur : Adrian LOVELAND
- Producteur : Pascal SCHMITZ (société AMARIAM)
- Pays : Afrique du Sud
- Langue : Anglais
- Format : Vidéo
- Genre : Documentaire
- Durée : 52 minutes
- Date de réalisation : 2010